# دموکرات‌های جوان آمریکا
دموکرات‌های جوان آمریکا (انگلیسی: Young Democrats of America) از سازمان‌های حزب دموکرات آمریکا است، که بعنوان شاخه رسمی جوانان حزب دموکرات محسوب می‌شود. این سازمان در سال ۱۹۳۲ بعنوان شاخه جوانان حزب دموکرات تأسیس شد و هم‌اکنون در قالب سازمانی جداگانه از کمیته ملی دموکرات فعالیت می‌کند. اعضای این گروه از دموکرات‌های ۱۴ تا ۳۶ سال تشکیل شده‌است و فعالیت‌های سیاسی آن، بر افزایش مشارکت رای‌دهندگان جوان و تأثیرگذاری بر آن گروه جمعیتی، متمرکز می‌باشد.